# سفارة روسيا البيضاء في أوكرانيا
سفارة روسيا البيضاء في أوكرانيا هي أرفع تمثيل دبلوماسي لدولة روسيا البيضاء لدى أوكرانيا. تقع السفارة في وهي تهدف لتعزيز المصالح البيلاروسية في أوكرانيا.

## وصلات خارجية
- الموقع الرسمي
- قائمة سفارات روسيا البيضاء
- قائمة السفارات في أوكرانيا